# دم‌دراز کلاه‌حنایی
دم‌دراز کلاه‌حنایی (نام علمی: Baryphthengus ruficapillus) نام یک گونه از سرده دم‌درازهای حنایی است.